# 210
Năm 210 là một năm trong lịch Julius. 

## Sinh
*Dexippus,nhà sử học Hy Lạp (210–273).
*Ruan Ji,nhạc sĩ và nhà thơ (210–263).